# Dziwneono
Dziwneono – rodzaj australijskich pluskwiaków z rodziny bezrąbkowatych.
Dziwneono charakteryzuje jaskrawe, czerwone ubarwienie.
Do opisanych gatunków należą:
- Dziwneono alfa(inne języki)
- Dziwneono olszewskii(inne języki)
- Dziwneono sagittata(inne języki)
- Dziwneono septembris(inne języki)
- Dziwneono etcetera(inne języki)
- Dziwneono weewaa(inne języki)

W Australii występuje jeszcze co najmniej dziesięć nieopisanych gatunków Dziwneono.
Rodzaj został pierwotnie opisany w 1972 przez Irenę Dworakowską, stąd polskie brzmienie nazwy systematycznej.
Plemię Dikraneurini zawiera rodzaje o nieco podobnych nazwach, jak Aneono czy Kahaono.
Referencja: Dworakowska, I. (1972b). Australian Dikraneurini (Auchenorrhyncha, Cicadellidae, Typhlocybinae) Bulletin de l’Académie Polonaise des Sciences. Série de Sciences Biologiques 20: 193-201.